# Xã Henry, Quận Vernon, Missouri
Xã Henry (tiếng Anh: Henry Township) là một xã thuộc quận Vernon, tiểu bang Missouri, Hoa Kỳ. Năm 2010, dân số của xã này là 231 người.